# Abraham Adrian Albert
Abraham Adrian Albert (Chicago, 9 de novembro de  1905 — 6 de junho de 1972) foi um matemático americano, de ascendência russa.
Em 1939 recebeu o Prêmio Cole de Álgebra da American Mathematical Society por seu trabalho sobre as matrizes de Riemann. Abraham é mais conhecido por seu trabalho sobre o teorema de Albert-Brauer-Hasse-Noether, que trata da divisão algébrica de dimensão finita sobre campos numéricos e como o desenvolvedor da álgebra de Albert, que também é conhecida como álgebra de Jordan excepcional. Ele presidiu a Universidade de Chicago, Departamento de Matemática (1958-62). Lutou para o financiamento do governo da matemática durante os anos 1950 e 1960, e foi vice-presidente da União Internacional de Matemática (1971).

## Publicações

### Livros
- A. A. Albert, Algebras and their radicals, and division algebras, 1928.
- Albert, A. Adrian (2015) [1938], Modern higher algebra, ISBN 978-1-107-54462-8, Cambridge University Press.[1]
- A. A. Albert, Structure of algebras, 1939.[2] Colloquium publications 24, American Mathematical Society, 2003, ISBN 0-8218-1024-3.
- Introduction to algebraic theories, 1941
- College algebra, 1946
- Solid analytic geometry, 1949
- Fundamental concepts of higher algebra, 1956[3]
- com Rebeun Sandler: Introduction to finite projective plans. [S.l.: s.n.] 1968
- Albert, A. Adrian (1993),  Block, Richard E.; Jacobson, Nathan; Osborn, J. Marshall; Saltman, David J.; Zelinsky, Daniel, eds., Collected mathematical papers. Part 1. Associative algebras and Riemann matrices., ISBN 978-0-8218-0005-8, Providence, R.I.: American Mathematical Society, MR 1213451
- Albert, A. Adrian (1993),  Block, Richard E.; Jacobson, Nathan; Osborn, J. Marshall; Saltman, David J.; Zelinsky, Daniel, eds., Collected mathematical papers. Part 2. Nonassociative algebras and miscellany, ISBN 978-0-8218-0007-2, Providence, R.I.: American Mathematical Society, MR 1213452

### Artigos no PNAS
- «The Norm Form of a Rational Division Algebra». Proc Natl Acad Sci U S A. 43: 506–9. 1957. PMC 528485. PMID 16590045. doi:10.1073/pnas.43.6.506
- «On Hermitian Operators over the Cayley Algebra». Proc Natl Acad Sci U S A. 41: 639–40. 1955. PMC 528152. PMID 16589719. doi:10.1073/pnas.41.9.639
- «A Note on the Exceptional Jordan Algebra». Proc Natl Acad Sci U S A. 36: 372–4. 1950. PMC 1063206. PMID 15430315. doi:10.1073/pnas.36.7.372
- «A Theory of Trace-Admissible Algebras». Proc Natl Acad Sci U S A. 35: 317–22. 1949. PMC 1063026. PMID 16588897. doi:10.1073/pnas.35.6.317
- «The Minimum Rank of a Correlation Matrix». Proc Natl Acad Sci U S A. 30: 144–6. 1944. PMC 1078686. PMID 16588638. doi:10.1073/pnas.30.6.144
- «The Matrices of Factor Analysis». Proc Natl Acad Sci U S A. 30: 90–5. 1944. PMC 1078675. PMID 16578117. doi:10.1073/pnas.30.4.90
- «On the Structure of Pure Riemann Matrices with Non-commutative Multiplication Algebras». Proc Natl Acad Sci U S A. 16: 308–12. 1930. PMC 526637. PMID 16587573. doi:10.1073/pnas.16.4.308
- «The Group of the Rank Equation of Any Normal Division Algebra». Proc Natl Acad Sci U S A. 14: 906–7. 1928. PMC 1085796. PMID 16587420. doi:10.1073/pnas.14.12.906
- «On the Nuclei of a Simple Jordan Algebra». Proc Natl Acad Sci U S A. 50: 446–7. 1963. PMC 221198. PMID 16578544. doi:10.1073/pnas.50.3.446
- «A Property of Special Jordan Algebras». Proc Natl Acad Sci U S A. 42: 624–5. 1956. PMC 534263. PMID 16589918. doi:10.1073/pnas.42.9.624
- «On Involutorial Algebras». Proc Natl Acad Sci U S A. 41: 480–2. 1955. PMC 528119. PMID 16589700. doi:10.1073/pnas.41.7.480
- «Involutorial Simple Algebras and Real Riemann Matrices». Proc Natl Acad Sci U S A. 20: 676–81. 1934. PMC 1076512. PMID 16587930. doi:10.1073/pnas.20.12.676
- «Normal Division Algebras of 22m ». Proc Natl Acad Sci U S A. 17: 389–92. 1931. PMC 1076070. PMID 16587641. doi:10.1073/pnas.17.6.389
- «On Direct Products, Cyclic Division Algebras, and Pure Riemann Matrices». Proc Natl Acad Sci U S A. 16: 313–5. 1930. PMC 526638. PMID 16587574. doi:10.1073/pnas.16.4.313
- «The Rank Function of Any Simple Algebra». Proc Natl Acad Sci U S A. 15: 372–6. 1929. PMC 522469. PMID 16587486. doi:10.1073/pnas.15.4.372
- «Normal Division Algebras Satisfying Mild Assumptions». Proc Natl Acad Sci U S A. 14: 904–6. 1928. PMC 1085795. PMID 16587419. doi:10.1073/pnas.14.12.904